# 岡波巴

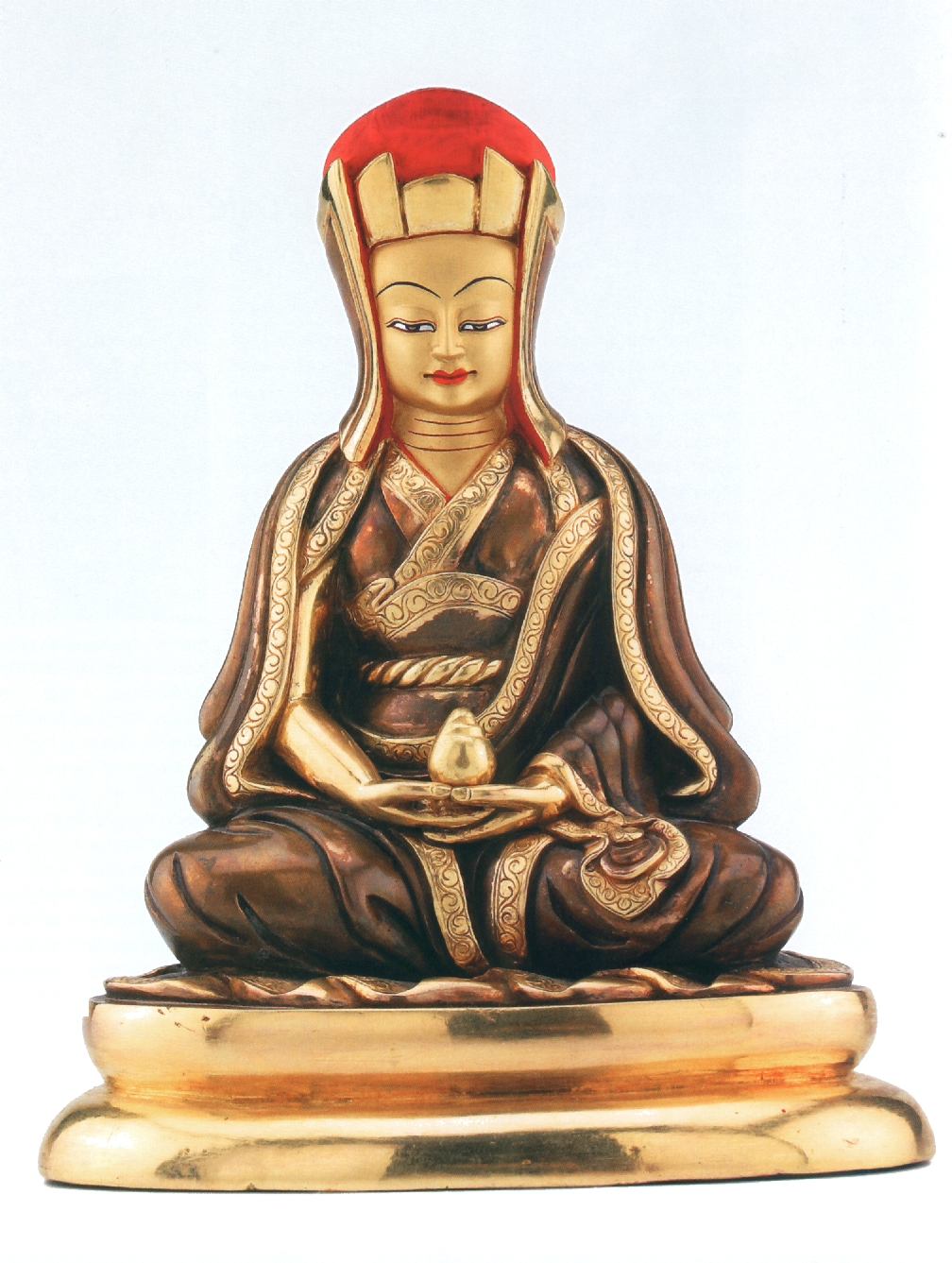
岡波巴

岡波巴（藏語：སྒམ་པོ་པ，威利转写：sgam po pa，1079年—1153年），中國大陸譯崗布巴，法名索南仁钦（藏語：བསོད་ནམས་རིན་ཆེན，威利转写：bsod nams rin chen），出家前俗名达玛扎（藏语“法稱”之意），《红史》中记载其俗名为宁波贡嘎（藏语“眾悅心”之意），又人称达布拉吉。
他是噶举派密勒日巴的三大弟子之首，融合噶當派生起菩提心口訣，以及密宗大手印教授，顯密融通，為噶舉派傳承的建立者。达拉岗布寺即为其创建。

## 名字
他有三个名字广为人知，分别为“岡波巴”、“索南仁钦”、“达布拉吉”。
- 岗布巴：又譯為岗波巴、冈布巴、冈波巴等。因為他長期在岗布山區修行，因此被尊稱為“岗布巴”，意思是岗布地方的大师。[1][2][3]
- 索南仁钦：他在善知识夏瓦岭巴座前出家受具足戒，取法名“索南仁钦”（藏语“福宝”之意）。[1][2][3]
- 达布拉吉：（威利拼音: dwags po lha rje）旧译达布拉杰、达布拉结等。醫師在藏文中被尊稱為拉吉，他因少年时便学医，故有此称，意譯為达布地方（中國大陸譯達布）的醫師。[1][2][3]

## 生平
他于藏历第一绕回阴土羊年（1079年）誕生於吐蕃达布地方（今隆子县尼区），父親名為尼瓦杰布，母親名為喜饶莫才姜姆，达布拉吉为他们的第三个儿子。他从小便师从许多印度大师学习声明学、历算等。此外，因為他的父親是一名醫生，所以他7岁起便开始学习医术，师从藏医大师白吉等学习藏医八支理论及实践，並很快成為有名的醫師，获得了“达布拉吉”的美誉。12世纪中叶，他著有医学注解及实用诀窍的书《达布拾零集》。
他自幼對佛教有深厚的信仰，1094年他15歲時已廣學寧瑪派各種密法，並跟隨噶當派格西夏惹瓦·云丹扎（Sharawa Yönten Drak，1070-1141）學習經典。
1101年，他22歲時與出身貴族的妻子結婚，生下一子一女。因為一場瘟疫，他的妻子跟兒女不幸過世。他妻子死前希望他獻身佛法。因此他在1105年26歲時至格西夏巴林巴座前出家，取法名“索南仁钦”，受具足戒。後來聽聞噶當派對於菩薩行有極善巧的教授，所以到達衛地，向格西略雍巴學習菩提道次地法，後來又跟隨女绒巴尊珠坚赞（Nyukrumpa Tsöndru Gyaltsen）學習阿底峽大師所傳的口授傳承。他学习勤奋，尽学噶当六论和戒律诸论。
他在1111年32歲時，因為聽到三名乞丐談論大瑜伽修行者密勒日巴的事蹟，決心去向他求法，最後到達后藏甄地的吉祥山（Trode Tashigang）（今聂拉木培吉林），希望能拜密勒日巴為師。當他見到密勒日巴時，密勒日巴手持著一個嘎巴拉碗，裝滿了酒並交給他。因為受戒僧侶不可飲酒，岗布巴相當猶豫，密勒日巴尊者說：「不要多生妄念！喝下去吧！」大師於是接過酒杯，一飲而盡。密勒日巴認可他的決心，於是將那洛巴六法教授給他，其中最重要的是拙火瑜伽，與大手印法教。密勒日巴赐其名为“杂木林杂巴”，意为“南赡部洲”。
在13個月的學習之後，他又回到原來所在的前藏噶當派寺院修行。在密勒日巴的喻示下，他1121年在达布贵族俄色贡觉之子的资助下建立了达拉岗布寺。此后他長期在此修习各种禅定，名聲日隆。后来他立弟子岗波巴·次成宁波为寺主，于1153年（藏历水鸡年）圆寂于该寺。

## 噶舉傳承
他以达拉岗布寺为基本道场，宏法收徒，形成藏传佛教后弘期的达布噶举派。史籍中称其为“宁美岗波巴”，意即“岗波地方的大师”。他将噶当派的《菩提道次第》和密勒日巴的《大手印》融合在一起著成《解脱庄严宝——大乘菩提道次第论》，把噶当派教义与密勒日巴所传密法结合，创立了显密并重的达布噶举派。此外他还使噶舉派由在家瑜伽士為主，重新回歸到佛教出家僧團領導的傳統。
在他之後，达布噶举派發展為四大八小共十二個支派。四大派分别是帕竹噶举派、噶玛噶举派、蔡巴噶举派、跋绒噶举派，又从帕竹噶举派分出直贡噶举派、达隆噶举派、雅桑噶举派、主巴噶举派、卓普噶举派、体色噶举派、也巴噶举派、玛仓噶举派八小派。
他的弟子甚多。最著名的有四位：帕木竹巴（帕竹噶举创始人）、蔡巴（蔡巴噶举创始人）、达玛旺秋（拔戎噶举创始人）、杜松虔巴（噶玛噶举创始人）。杜松虔巴（Düsum Khyenpa）后来被追认为第一代噶瑪巴。

## 著作
他的著作甚多，最有名的是《解脱道庄严论》（直译为《正法如意宝解脱庄严宝大乘菩提道次第解说》，现在汉语通称《解脱庄严宝——大乘菩提道次第论》）（英語：The Jewel Ornament Of Liberation）。

## 外部連結
- 岡波巴大師傳 （页面存档备份，存于）